# Bosio (Piemont)
Bosio (piemontesisch Beuso, ligurisch Bêuxo oder Bêuzo) ist eine Gemeinde in der italienischen Provinz Alessandria (AL), Region Piemont.

## Lage und Einwohner
Die Gemeinde Bosio liegt 40 km südöstlich von der Provinzhauptstadt Alessandria auf einer Höhe von 358 m über dem Meeresspiegel. Das Gemeindegebiet umfasst eine Fläche von 67,61 km² und hat 1038 (Stand 31. Dezember 2023) Einwohner. Die Gemeinde besteht aus den Ortsteilen (Fraktionen) Spessa, Costa S. Stefano, Capanne di Marcarolo, Serra, Mogreto, Maietto, Val Pagani und Bosio. Auf ihrem Gemeindegebiet liegt der 8200 Hektar große Naturpark Capanne di Marcarolo (Parco naturale delle Capanne di Marcarolo), der an Ligurien grenzt.
Die Nachbargemeinden sind Campo Ligure, Campomorone, Casaleggio Boiro, Ceranesi, Gavi, Genua, lerma, Masone, Mele, Mornese, Parodi Ligure, Rossiglione, Tagliolo Monferrato und Voltaggio.

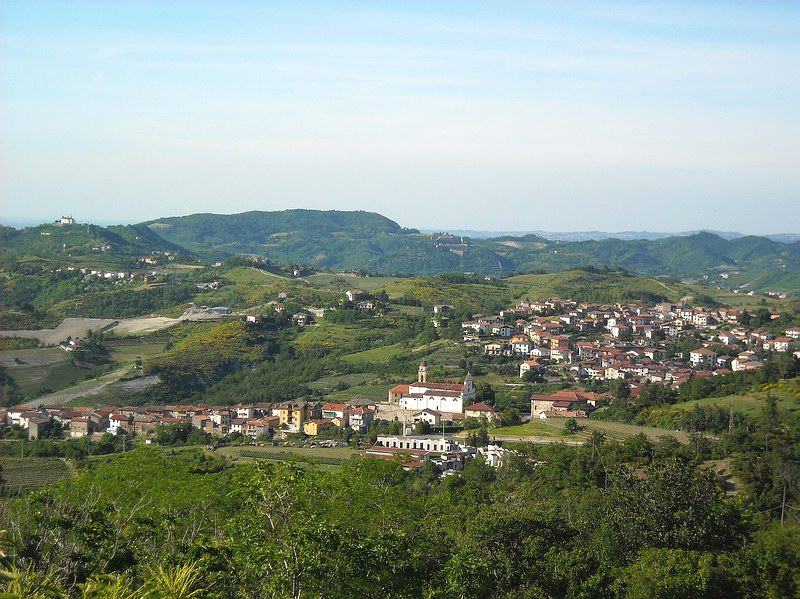
Panorama

## Geschichte

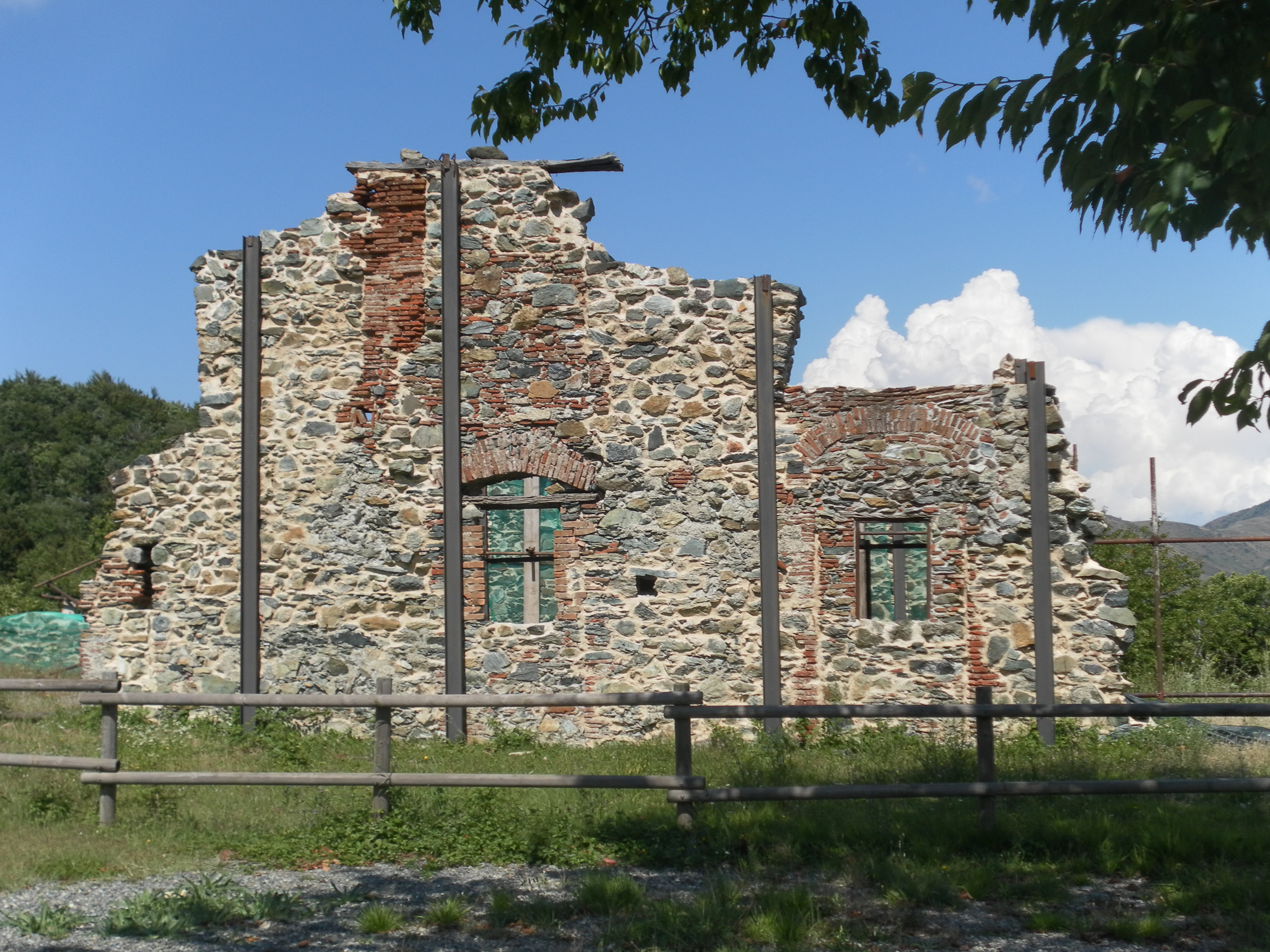
Die Überreste des Benediktinerklosters

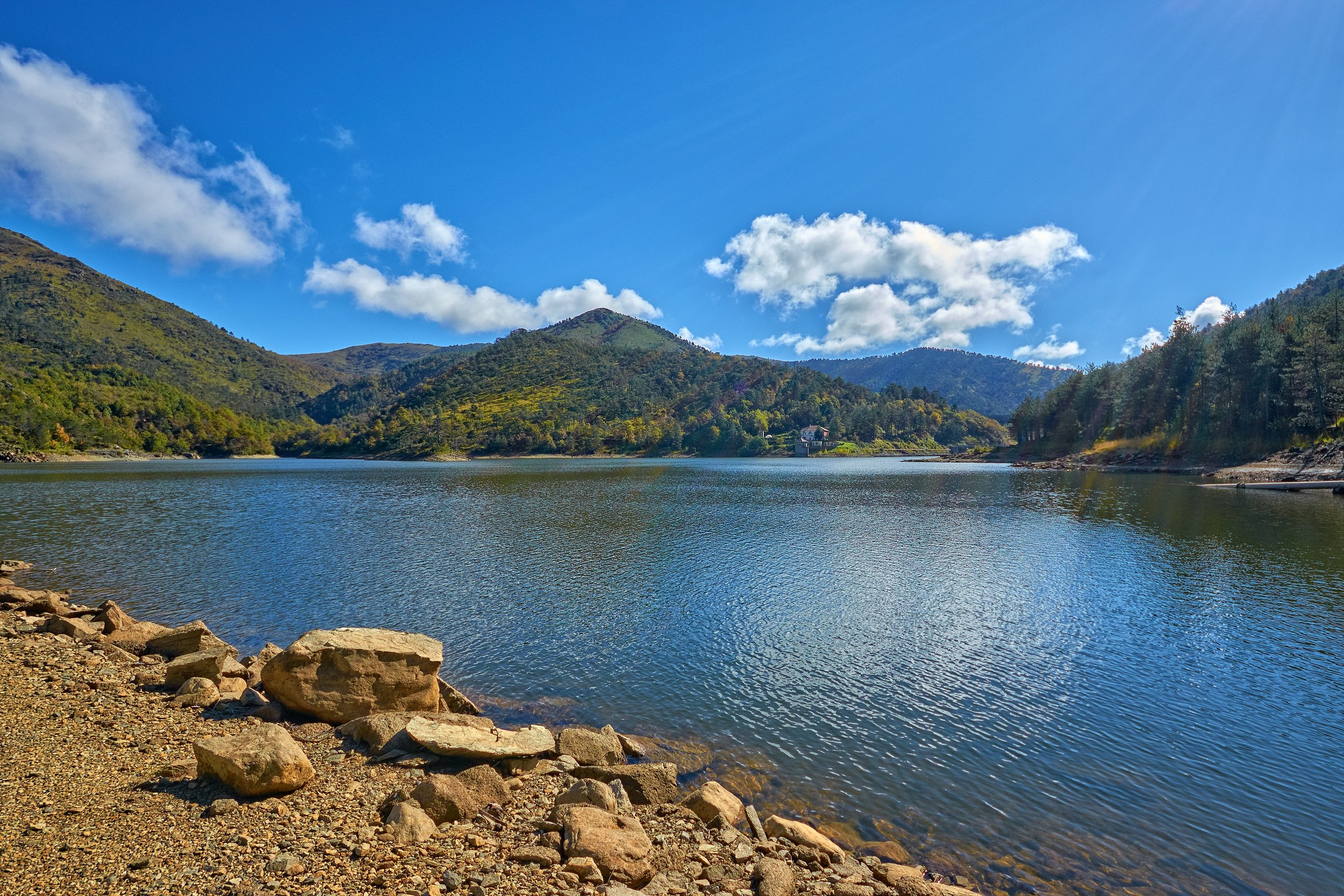
Im Naturpark

Die Ursprünge der Siedlung gehen ins Mittelalter zurück. Der Name ist seit 1248 unter den Varianten „Boxius“, abgeleitet vom Personalpronomen „Bosius“ und „Buxeus“, einem aus BUXUS gebildeten Adjektiv, bezeugt.
Die Gemeinde wurde durch Gesetzesdekret vom 5. März 1948 gegründet und trennte die Ortsteile Bosio, Spessa, Serra, Costa S. Stefano und Capanne di Marcarolo von der Gemeinde Parodi Ligure. Das Gemeindegebiet gehörte zuvor zu Ligurien (Division Genua) und wurde zum Zeitpunkt des Rattazzi-Dekrets dem Piemont zugeordnet.
Die Fraktion Capanne di Marcarolo war Schauplatz des verheerenden Massaker der Deutschen 356. Infanterie-Division, bei dem das Benedicta-Kloster zerstört wurde, und der ersten Schlacht des Befreiungskrieges, als sich 1944 die ersten Partisanenformationen bildeten. Die Nazi-Faschisten, mit Artillerie- und Flugzeugunterstützung, umzingelte das Gebiet und Hunderte von Partisanen verloren bei den Kämpfen ihr Leben oder wurden nach Deutschland deportiert, von wo viele nie zurückkehrten.

## Sehenswürdigkeiten
Die Überreste ihrer Vergangenheit sind nicht besonders zahlreich, erwähnenswert ist jedoch die kleine Kirche der Madonna di Caravaggio, die sich in Panoramalage auf dem Berg Tobbio auf 1092 m über dem Meeresspiegel befindet und in deren Inneren Fresken verschiedener Maler aus dem 19. Jahrhundert erhalten sind, darunter auch die der Como Gambini und die Ruinen der Benedicta, neben denen sich ein Gedenkschrein für die Partisanen befindet.

## Weinbau
In Bosio werden Reben für den Dolcetto d’Ovada, einen Rotwein mit DOC-Status angebaut. Die Beeren der Rebsorten Spätburgunder und/oder Chardonnay dürfen zum Schaumwein Alta Langa verarbeitet werden.